# أحد حسيني
أحد حسيني (بالأذرية: Əhəd Hüseyni) هو نحات ورسام وفنان أذربيجاني، ولد في 14 أغسطس 1944 في تبريز في إيران. درس فن النحت في إيطاليا وفرنسا.